# WIMP
WIMP, viết tắt của Weakly interacting massive particles (tạm dịch là những hạt có khổi lượng lớn và sức tương tác lại rất yếu) là những hạt rải đầy trong vũ trụ được đặt ra để giải thích về Vật chất tối. Những hạt này tương tác thông qua lực yếu và lực hấp dẫn, và có thể còn tương tác thông qua nhiều lực yếu hơn lực yếu. Vì chúng không tương tác qua lực mạnh và lực điện từ nên rất khó phát hiện. Mỗi hạt WIMP đều là phản hạt của chính nó.

## Nguyên tắc phát hiện ra WIMP
Va chạm giữa WIMP và các nguyên tử gần giống với va chạm giữa những quả billiard: WIMP sẽ đổi hướng, giảm một ít tốc độ, và các nguyên tử sẽ bật lại (va chạm đàn hồi). Sự chuyển hướng này có thể phát hiện bằng 4 cách như sau:
1. Bằng chất bán dẫn với khí và chất lỏng
2. Bằng tinh thể và chất lỏng, chúng phát sáng khi các nguyên tử chậm lại
3. Bằng tinh thể, năng lượng bật ra sẽ chuyển thành sự rung động
4. Bằng khi, những nguyên tử bị đánh bật ra cũng tạo ra sự Ion hóa

WIMP chiếm phần rất lớn của Vật chất tối, khoảng 1 tỉ hạt đi qua 1 cm vuông trong mỗi giây, di chuyển với tốc độ cả trăm cây số mỗi giây.
Nhưng vì khả năng tương tác rất yếu nên trong 1 ngày chưa chắc đã có 1 hạt WIMP chạm vào những phân tử của máy thử.

## Những thí nghiệm phát hiện ra WIMP
Những quầng WIMP đi qua mặt trời có thể sẽ tương tác với proton của mặt trời và hạt nhân helium (chính là hạt Alpha, những hạt được phát ra qua các bức xạ Alpha). Qua đó, WIMP mất hết năng lượng và chúng ở lại bên trong mặt trời. Nhiều hạt WIMP như vậy sẽ chạm vào nhau và phân hủy tạo thành khá nhiều hạt và một trong số đó là hạt Neutrino mang năng lượng cao. Những hạt Neutrino này có thể đến Trái Đất và được phát hiện ra sau đó.

## Lịch sử của WIMP
Từ lúc vũ trụ mới được hình thành, vũ trụ rất nóng, nhiệt độ thu được cân bằng với nhau. Khi đó, số hạt WIMP bằng với số hạt Photon. Nhưng khi vũ trụ nguội đi dần, số lượng hạt WIMP ngày càng giảm đi trong khi sự phân hủy của chúng vẫn tiếp tục cho đến lúc khả năng 2 hạt WIMP chạm nhau và hủy diệt là rất nhỏ. Những hạt WIMP riêng lẻ phải ổn định trước khi chúng trở thành vật chất tối. Đến lúc này, sự phân hủy của WIMP kết thúc và chúng ta còn lại một số lượng WIMP đáng kể như hôm nay.